# Москоу (Айова)
Мо́скоу (англ. Moscow) — невключённая территория на севере о́круга Маскатин, штат Айова, США.

## Описание
Территория располагается вдоль Шоссе № 6. Несмотря на то, что она является «невключённой», имеет собственный почтовый индекс (первое почтовое отделение открылось 1 мая 1837 года).

## Москоу (Айова) в литературе
— Вы откуда родом? 

— Из Москвы. 

Скотопромышленника ответ нисколько не удивил. 

— Как же, как же, самому там бывать не доводилось, но слышал о вашем городе много хорошего. Говорят, там даже в июле колодцы не пересыхают. Неужто правда? 

— Совершенная п-правда, — с некоторым удивлением ответствовал Фандорин. 
<…> 

— Для Техаса это большая редкость. 

— П-при чём здесь Техас? 

Наступила короткая пауза. Хозяин и гость в недоумении смотрели друг на друга. Первым сообразил, что к чему, Корк. 

— А, вы, стало быть, не из техасской Москвы, а той, что в Айове? Я совсем про неё забыл. У меня когда-то работал один топхенд, оттуда родом. Отлично управлялся с лассо. 

— Нет, сэр, я из той Москвы, которая в России. 

Про такую папаша красной жемчужины, по-видимому, не слыхал.

Б. Акунин. Сборник «Нефритовые чётки», повесть «Долина мечты»